# Bożena Śliwczyńska
Bożena Śliwczyńska – polska filolog, dr hab., profesor uczelni Katedry Azji Południowej Wydziału Orientalistycznego Uniwersytetu Warszawskiego.

## Życiorys
15 stycznia 1993 obroniła pracę doktorską "Gitagowinda" Dżajadewy i jatra krysznaicka - współistnienie form kultury ludowej i klasycznej w Bengalu, następnie uzyskała stopień doktora habilitowanego. Jest profesorem uczelni w Katedrze Azji Południowej na Wydziale Orientalistycznym Uniwersytetu Warszawskiego.